# Darío Zárate Arellano
Ezequiel Darío Zárate Arellano (Sapucai, 19 de diciembre de 1932) es un político paraguayo. Fue ministro del Ministerio de Educación y Cultura de Paraguay durante el año 2001 y el primer rector elegido democráticamente de la Universidad Nacional de Asunción.